# 増谷喬
増谷 喬（ますたに たかし、文久3年（1863年）6月5日） - 昭和19年（1944年）4月13日）は日本の政治家。上道村長（5代）、上道村会議員。
二女よしは元鳥取弁護士会会長君野順三の弟で醤油醸造業君野秀三（元若桜町町長）の妻。
ソニー育ての親として知られる増谷麟（元東宝常務、PCL創立社長、日本ポリドール社長）は三男。

## 経歴
上道村（現鳥取県境港市上道町）出身。家業は薬問屋、醤油醸造。若いころから村会議員を務め一派を形成していた。大正15年（1925年）5月から昭和4年（1929年）9月まで上道村長を務めた。
短歌や墨絵を趣味とし、囲碁も強くて碁打ち友達がよく来ていた。